# 진산도서관
진산도서관은 충청남도 금산군에 있는 초등학교다.

## 연혁
- 2013년 2월 18일 착공
- 2013년 8월 17일 준공
- 2013년 11월 27일 개관

## 시설현황
- 2층: 문화강좌실, 보존서고, 헤움나래, 이야기나래, 비품실
- 1층: 사무실, 일반자료실, 유아자료실, 아기둥지, 아동자료실

## 이용 안내
이용 시간
- 월~토 09:00~18:00

휴관일
- 매주 일요일
- 관공서의 공휴일에 관한 규정이 정하는 공휴일
- 군수가 지정하는 임시 휴관일